# San Juan de Dios (Yucatán)
San Juan de Dios fue una localidad del municipio de Sudzal en el estado de Yucatán, México.

## Toponimia
El nombre (San Juan de Dios) hace referencia a  Juan de Dios.

## Demografía
Según el censo de 1980 realizado por el INEGI, la población de la localidad era de 3 habitantes, de los cuales 1 eran hombres y 2 eran mujeres.
| 9                           | 12 | 12 | 3 |
| (Fuente: INEGI [Consultar]) |    |    |   |